# Josef Bordat

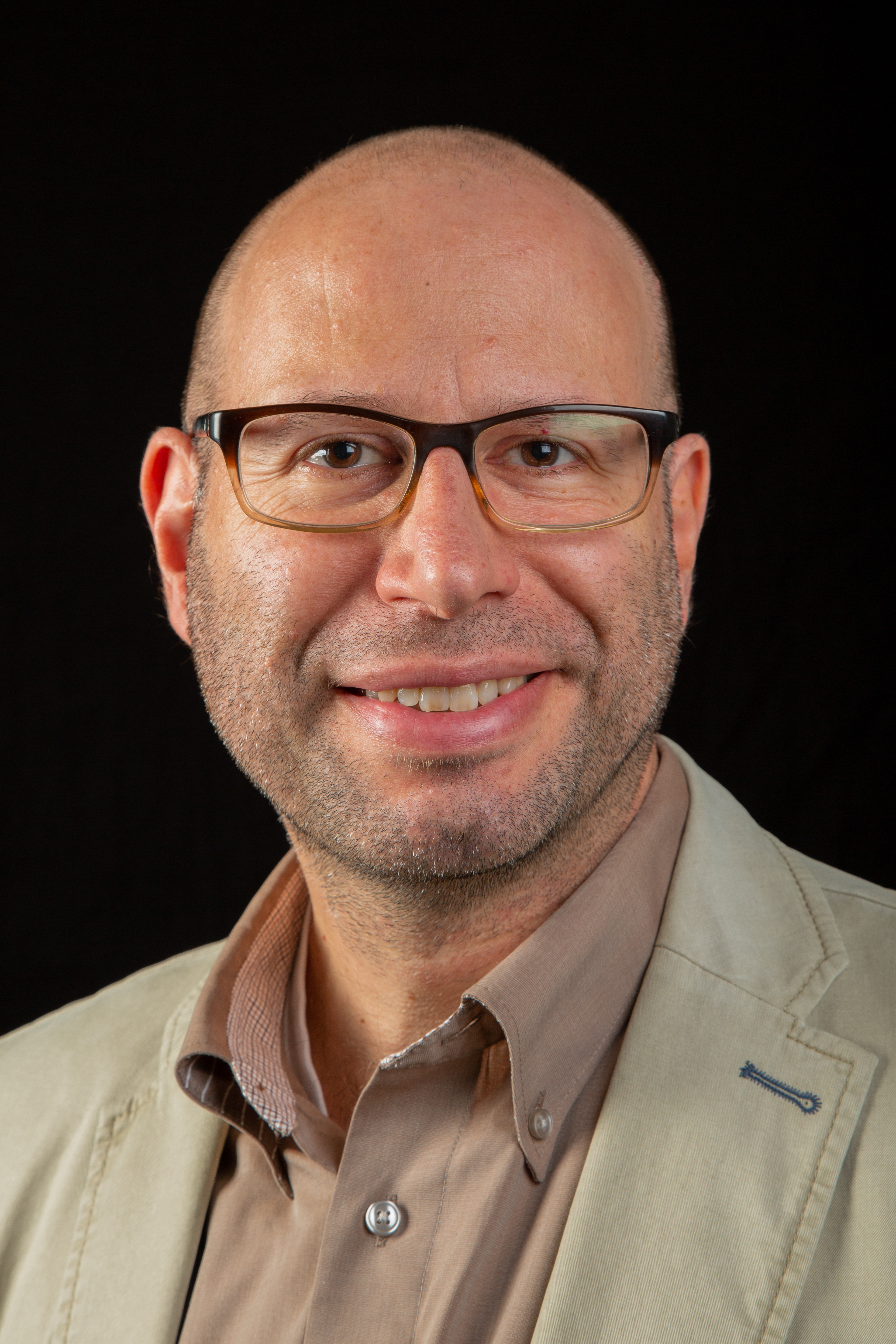
Josef Bordat (2018)

Josef Bordat (* 20. April 1972 in Straelen) ist ein deutscher Philosoph und Publizist.

## Leben
Bordat wuchs in Straelen am Niederrhein auf. Nach dem Abitur 1991 am Friedrich-Spee-Gymnasium Geldern studierte er Wirtschaftsingenieurwesen (Diplom-Ingenieur 2000) sowie Soziologie und Philosophie (Magister Artium 2004) an der Technischen Universität Berlin und der Universidad Nacional de San Agustín in Arequipa (Peru). Von 1997 bis 2001 war er in der freien Wirtschaft tätig. 2006 wurde er am Institut für Philosophie, Wissenschaftstheorie, Wissenschafts- und Technikgeschichte der Technischen Universität Berlin mit der Dissertation Gerechtigkeit und Wohlwollen. Das Völkerrechtskonzept des Bartolomé de Las Casas zum Dr. phil. promoviert.
Er trat als Mitherausgeber des International Journal of the Humanities (Melbourne) und als Redakteur des Marburger Forums in Erscheinung. Von 2011 bis 2014 war er Post-Doc am Institut für Ethnologie der Freien Universität Berlin. Seit den 2000er-Jahren ist Bordat als freiberuflicher Autor unter anderem für die rechtskatholische Wochenzeitung Die Tagespost tätig. Von 2017 bis 2019 arbeitete er für diese Zeitung als Redakteur. Seit November 2019 arbeitet Bordat als Journalist für eine Rechtsanwaltskanzlei in Köln. Seit 2013 veröffentlichte er insgesamt vier Bücher im Lepanto Verlag. Bordat betreibt ferner das katholische Weblog JoBos Blog (zuvor Jobo72).
Bordat ist römisch-katholisch und lebt in Berlin-Lichterfelde, wo er sich in der Gemeinde Mater Dolorosa engagiert. Er ist mit einer Peruanerin verheiratet und ehrenamtlich im Erzbistum Berlin aktiv.

## Schriften (Auswahl)
- Gerechtigkeit und Wohlwollen. Das Völkerrechtskonzept des Bartolomé de Las Casas (= Berichte aus der Philosophie). Shaker, Aachen 2006, ISBN 3-8322-5627-X.
- Annexion – Anbindung – Anerkennung. Globale Beziehungskulturen im frühen 16. Jahrhundert. tredition, Hamburg 2008, ISBN 978-3-86850-293-0.
- Ethik für heute. Moraltheoretische Überlegungen zu Terrorismus, Menschenrechten und Klimawandel (= Kultur & Aufklärung). Turnshare, London 2009, ISBN 978-1-84790-033-3.
- Das Gewissen. Ein katholischer Standpunkt. Lepanto Verlag, Bonn 2013, ISBN 978-3-942605-07-6.
- Credo. Wissen, was man glaubt (= Reihe Eudaemonia). Lepanto Verlag, Rückersdorf 2016, ISBN 978-3-942605-13-7.
- Von Ablaßhandel bis Zölibat: Das »Sündenregister« der Katholischen Kirche. Lepanto Verlag, November 2017, ISBN 978-3-942605-16-8.
- Ewiges im Provisorium: Das Grundgesetz im Lichte des christlichen Glaubens. Lepanto Verlag, März 2019, ISBN 978-3-942605-08-3.
- Kirche im Klimawandel: Eine Handreichung für Katholiken. tredition. Hamburg 2020, ISBN 978-3-347-01429-9.
- Josef Bordat schrieb zahlreiche Artikel für das Biographisch-Bibliographische Kirchenlexikon (BBKL).[7]